# Anatoli Stepanowitsch Wedjakow
Anatoli Stepanowitsch Wedjakow (russisch Анатолий Степанович Ведяков, engl. Transkription Anatoliy Vedyakov; * 21. Dezember 1930 in Moskau; † 2009) war ein russischer Geher, der für die Sowjetunion startete.
1957 gewann er bei den Weltfestspielen der Jugend und Studenten Silber im 50-km-Gehen.
Bei den Olympischen Spielen 1960 in Rom wurde er Neunter im 50-km-Gehen. Im 20-km-Gehen wurde er disqualifiziert.
1962 wurde er bei den Europameisterschaften in Belgrad Vierter im 20-km-Gehen und im 50-km-Gehen erreichte er nicht das Ziel.
Bei den Olympischen Spielen 1964 in Tokio wurde er Siebter im 50-km-Gehen und bei den Europameisterschaften 1966 in Budapest Fünfter im 20-km-Gehen.
Je zweimal wurde er Sowjetischer Meister im 20-km-Gehen (1962, 1966) und im 50-km-Gehen (1959, 1963).

## Persönliche Bestzeiten
- 20-km-Gehen: 1:25:58 h, 6. September 1959, Moskau (ehemalige Weltbestzeit)
- 50-km-Gehen: 4:03:53 h, 13. August 1959, Moskau (ehemalige Weltbestzeit)